# Baeckea ochropetala
Baeckea ochropetala är en myrtenväxtart som beskrevs av Ferdinand von Mueller. Baeckea ochropetala ingår i släktet Baeckea och familjen myrtenväxter.
Artens utbredningsområde är Western Australia. Inga underarter finns listade i Catalogue of Life.